# André de Gouveia
André de Gouveia, o moço (Beja, 1497 - 9 de Junho de 1548), foi um humanista  do Renascimento, pedagogo e pedagogista português.
Em 1529 ingressou no Colégio de Santa Bárbara, o colégio de Portugal em Paris, que era dirigido pelo seu tio Diogo de Gouveia, o velho. Depois de ter frequentado seis anos de maitrise dès arts, fez o doutoramento em Teologia e, simultaneamente, começou a leccionar no colégio.
De 1529 a 1534, foi-lhe confiada a direcção do Colégio de Santa Bárbara, devido às múltiplas viagens que o seu tio fazia. Foi depois nomeado reitor da prestigiada Universidade de Paris, em 1533.
Um ano após a sua nomeação para o cargo de reitor abandonou o Colégio de Santa Bárbara e assumiu o principalato do Colégio de Guiana. Em 1537 foi eleito "doutor regente de toda a Universidade para ler sempre publicamente a Sagrada Escritura em nome da dita Universidade". A sua estadia no Colégio de Guyenne prolongou-se até 1547.
Regressou a Portugal a convite de D. João III, acompanhado de um grupo de mestres estrangeiros, para dirigir o Real Colégio das Artes e Humanidades em Coimbra. No entanto, permaneceria pouco tempo no cargo de reitor do colégio: faleceu em Junho de 1548.
Manteve vários contactos com intelectuais e com os negócios portugueses quando estava em França. Foi suspeito de Luteranismo. Irmão de António de Gouveia.
Em 1933 a Câmara Municipal de Lisboa homenageou o humanista e pedagogo dando o seu nome a uma rua na Calçada de Carriche.

## Obra
Deixou poucos textos escritos, destacando-se o Regulamento do Collège de Guyenne, publicado sob o título de "Schola Aquitanica".